# Coleophora maturella
Coleophora maturella é uma espécie de mariposa do gênero Coleophora pertencente à família Coleophoridae.